# Сент-Авольд (кантон)
Сент-Аво́льд (фр. Canton de Saint-Avold) — кантон на северо-востоке Франции в регионе Эльзас — Шампань — Арденны — Лотарингия, департамент Мозель, округ Форбак — Буле-Мозель. Впервые кантон образован 22 марта 2015 года в качестве административного центра для 10 коммун, в том числе и города Сент-Авольд.

## История
Кантон Сент-Авольд — новая единица административно-территориального деления Франции (департамент Мозель, округ Форбак — Буле-Мозель), созданная декретом от 18 февраля 2014 года. Новая норма административного деления вступила в силу на первых региональных (территориальных) выборах (новый тип выборов во Франции). Таким образом, единые территориальные выборы заменяют два вида голосования, существовавших до сих пор: региональные выборы и кантональные выборы (выборы генеральных советников). Первые выборы такого типа, на которых избирают одновременно и региональных советников (членов парламентов французских регионов) и генеральных советников (членов парламентов французских департаментов) состоялись в городе Сент-Авольд 22 марта 2015 года. Эта дата официально считается датой создания нового кантона. Начиная с этих выборов, советники избираются по смешанной системе (мажоритарной и пропорциональной). Избиратели каждого кантона выбирают Совет департамента (новое название генерального Совета): двух советников разного пола. Этот новый механизм голосования потребовал перераспределения коммун по кантонам, количество которых в департаменте уменьшилось вдвое с округлением итоговой величины вверх до нечётного числа в соответствии с условиями минимального порога, определённого статьёй 4 закона от 17 мая 2013 года. В результате пересмотра общее количество кантонов департамента Мозель в 2015 году уменьшилось с 51-го до 27-ти.
Советники департаментов избираются сроком на 6 лет. Выборы территориальных и генеральных советников проводят по смешанной системе: 80 % мест распределяется по мажоритарной системе и 20 % — по пропорциональной системе на основе списка департаментов. В соответствии с действующей во Франции избирательной системой для победы на выборах кандидату в первом туре необходимо получить абсолютное большинство голосов (то есть больше половины голосов из числа не менее 25 % зарегистрированных избирателей). В случае, когда по результатам первого тура ни один кандидат не набирает абсолютного большинства голосов, проводится второй тур голосования. К участию во втором туре допускаются только те кандидаты, которые в первом туре получили поддержку не менее 12,5 % от зарегистрированных и проголосовавших «за» избирателей. При этом для победы во втором туре выборов достаточно простого большинства (побеждает кандидат, набравший наибольшее число голосов).

## Состав кантона
Новый кантон в составе нового округа Форбак — Буле-Мозель сформирован 22 марта 2015 года в связи с ликвидацией кантонов Сент-Авольд-1 и Сент-Авольд-2. По данным INSEE, кантон Сент-Авольд включает в себя 10 коммун, площадь кантона — 109,41 км², численность населения — 40 311 человек (2013), плотность населения — 368,44 чел/км².
| Код INSEE | Коммуна     | Французское название | Почтовый индекс | Площадь, км² | Население (2012) | Плотность, чел/км² |
| --------- | ----------- | -------------------- | --------------- | ------------ | ---------------- | ------------------ |
| 57015     | Альтвиллер  | Altviller            | 57730           | 4,85         | 567              | 117                |
| 57123     | Карлен      | Carling              | 57490           | 2,67         | 3470             | 1300               |
| 57765     | Дьезан      | Diesen               | 57890           | 5,47         | 1083             | 198                |
| 57224     | Фольшвиллер | Folschviller         | 57730           | 9,46         | 4147             | 438                |
| 57336     | Л'Опиталь   | L’Hôpital            | 57490           | 3,99         | 5421             | 1359               |
| 57373     | Лашамбр     | Lachambre            | 57730           | 7,86         | 829              | 105                |
| 57428     | Машран      | Macheren             | 57730           | 16,95        | 2885             | 170                |
| 57550     | Порселет    | Porcelette           | 57890           | 13,44        | 2528             | 188                |
| 57606     | Сент-Авольд | Saint-Avold          | 57500           | 35,48        | 16 126           | 455                |
| 57690     | Вальмон     | Valmont              | 57730           | 9,24         | 3255             | 352                |